# Juggernaut of Justice
Juggernaut of Justice es un álbum de estudio de la banda de heavy metal canadiense Anvil, publicado en 2011 y producido por Bob Marlette.

## Lista de canciones
Todas las canciones escritas y compuestas por Anvil. 
| N.º | Título                   | Duración |  |
| 1.  | «Juggernaut of Justice»  | 3:40     |  |
| 2.  | «When Hell Breaks Loose» | 3:11     |  |
| 3.  | «New Orleans Voo Doo»    | 4:25     |  |
| 4.  | «On Fire»                | 3:23     |  |
| 5.  | «Fuken Eh!»              | 4:08     |  |
| 6.  | «Turn It Up»             | 2:57     |  |
| 7.  | «This Ride»              | 3:12     |  |
| 8.  | «Not Afraid»             | 3:44     |  |
| 9.  | «Conspiracy»             | 3:20     |  |
| 10. | «Running»                | 2:54     |  |
| 11. | «Paranormal»             | 7:04     |  |
| 12. | «Swing Thing»            | 3:00     |  |

## Créditos
- Steve "Lips" Kudlow – voz, guitarra
- Glenn Gyorffy – bajo
- Robb Reiner – batería